# In the Wee Small Hours
In the Wee Small Hours è un album del crooner statunitense Frank Sinatra, pubblicato nel 1955 dalla Capitol Records.

## Il disco
L'album, inizialmente uscito in due vinili da 10 pollici, è il primo 12 pollici di Sinatra, e viene considerato il concept album definitivo del cantante, la realizzazione di un progetto che si data al 1946.
Il tema principale dell'album è l'amore perduto (probabilmente a causa della rottura di Sinatra con Ava Gardner) e tutte le canzoni sono caratterizzate da un'atmosfera notturna e sofferta. La stessa copertina del disco aiuta a rafforzare questa sensazione, raffigurando un Sinatra pensoso in una via di città completamente deserta.
L'album si apre con il pezzo eponimo, appena composto, poi prosegue con i soliti standard.
Nel 2003 l'album è stato messo al 101º posto della lista dei 500 migliori album di tutti i tempi, classifica redatta dal magazine Rolling Stone. Inoltre l'album è il primo nel libro 1001 Albums You Must Hear Before You Die di Robert Dimery. Nel 2007, la rivista TIME ha scelto In the Wee Small Hours come uno dei The All-TIME 100 Albums.
L'album raggiunse la seconda posizione nella classifica Billboard 200, vinse il Disco d'oro negli Stati Uniti ed il Grammy Hall of Fame Award 1984.

## Tracce

### Lato A
Testi e musiche di autori vari.
1. In the Wee Small Hours of the Morning – 3:00 (Bob Hiliard, David Mann)
2. Mood Indigo – 3:30 (Barney Bigard, Duke Ellington, Irving Mills)
3. Glad to Be Unhappy – 2:35 (Rodgers & Hart)
4. I Get Along Without You Very Well – 3:42 (Hoagy Carmichael, Jane Brown Thompson)
5. Deep In A Dream – 2:49 (Jimmy Van Heusen, Eddie Delange)
6. I See Your Face Before Me – 3:24 (Arthur Schwartz, Howard Dietz)
7. Can't We Be Friends? – 2:48 (Kay Swift, Paul James)
8. When Your Lover Has Gone – 3:10 (Einar Aaron Swan)

Durata totale: 24:58

### Lato B
Testi e musiche di autori vari.
1. What Is This Thing Called Love? – 2:35 (Cole Porter)
2. Last Night When We Were Young – 3:17 (Harold Harlen, Ted Koehler)
3. I'll Be Around – 2:59 (Alec Wilder)
4. Ill Wind – 3:46 (Harold Arlen, Ted Koehler)
5. It Never Entered My Mind – 2:42 (Rodgers & Hart)
6. Dancing On The Ceiling – 2:57 (Rodgers & Hart)
7. I'll Never Be The Same – 3:05 (Frank Signorelli, Gus Kahn, Matty Malneck)
8. This Love Of Mine – 3:35 (Frank Sinatra, Henry Sanicola, Sol Parker)

Durata totale: 24:56

## Musicisti
- Frank Sinatra - voce;
- Nelson Riddle - arrangiamenti.